# Jardin des Abbesses
Jardin des Abbesses je veřejný park, který se nachází v Paříži na Montmartru v 18. obvodu.

## Charakteristika
Původně se jednalo o zahradu léčivých rostlin. Vstup je přes Passage des Abbesses a navazuje na Square Jehan-Rictus. Název zahrady je odvozen od abatyší kláštera Montmartre.